# Allison, Iowa
Allison är administrativ huvudort i Butler County i Iowa. Orten har fått sitt namn efter politikern William B. Allison. Vid 2010 års folkräkning hade Allison 1 029 invånare.